# Skanskagymnasiet
För andra betydelser, se Skanska (olika betydelser).
Skanskagymnasiet är en fristående gymnasieskola i Växjö. Den grundades 2008 av Skanska AB i syfte att främja utbildning inom byggindustrin. Det är bolagets enda utbildningsinstitution i landet. Skolan erbjuder ett teknikprogram med inriktning samhällsbyggande och miljö samt vidarestudier till gymnasieingenjörsexamen. Skanskagymnasiet bedriver eget internat, som ligger på gångavstånd från skolområdet. Skanska Elevkår är medlem i Sveriges Elevkårer.
Skolan är förhållandevis liten, med knappt 100 elever respektive 10 lärare. Sedan april 2015 är Gabriela Rieger skolans chef och rektor. Årligen omsätts cirka 14,2 miljoner till skolbolaget. I ett pressmeddelande delgavs att skolans verksamhet ska avvecklas i slutet av vårterminen 2025. Anledningen uppgavs vara för lågt antal antagningsansökningar.